# Narvar
För fågelsläktet Arenaria, se Roskarlar
Narvar (Arenaria) är ett släkte med ett- eller fleråriga, lågväxta, ofta tuvade örter. Till släktet fördes tidigare ett antal arter som numera placeras i det egna släktet skogsnarvar. Arterna växer ofta i sandig eller grusig mark vilket det vetenskapliga namnet anspelar på. Släktet omfattar omkring 150 arter. I Sverige förekommer fem arter, sandnarv, grusnarv, skrednarv, kalknarv och spädnarv.
Suffixet narv förekommer även hos arter i andra släkten inom familjen nejlikväxter, som Sagina (smalnarvar) och Spergularia (rödnarvar). Man skall också vara observant på att många nejlikväxter kallas arv, utan inledande 'n'.

## Källa
- Arne Anderberg (1998) Arenaria, Virtuella Floran, Naturhistoriska riksmuseet